# Pulica

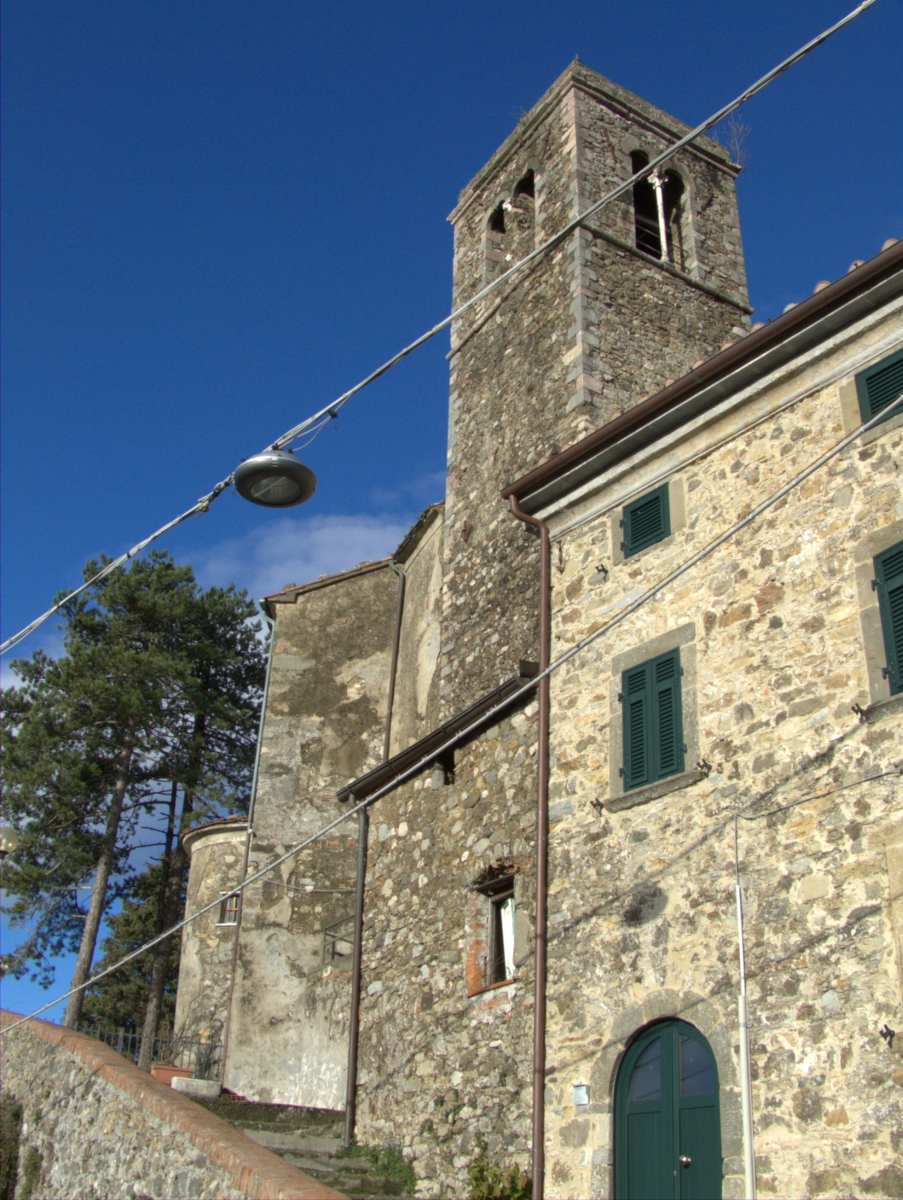
Chiesa di San Giovanni

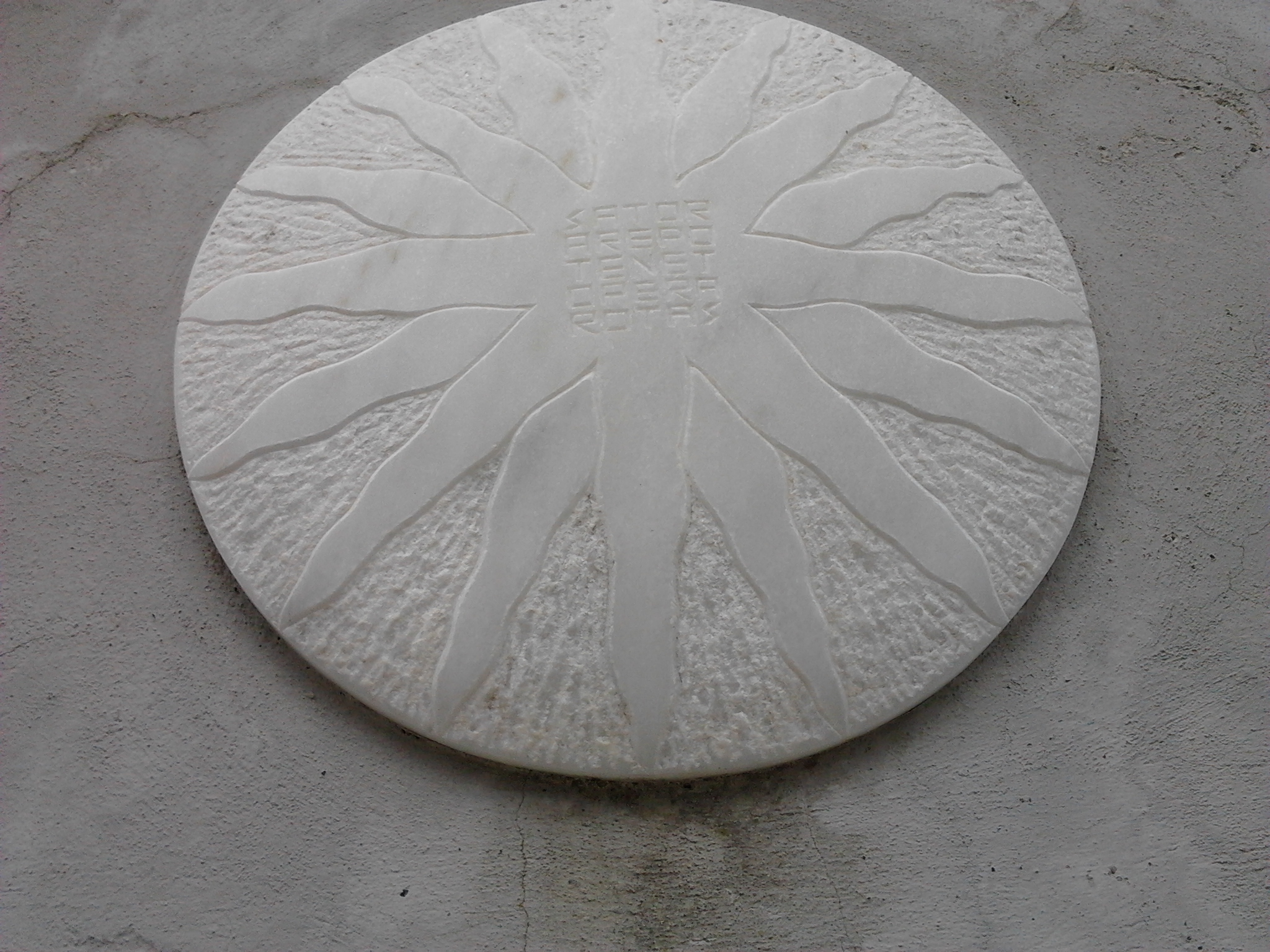
Quadrato di Sator nella Fontana di Pulica

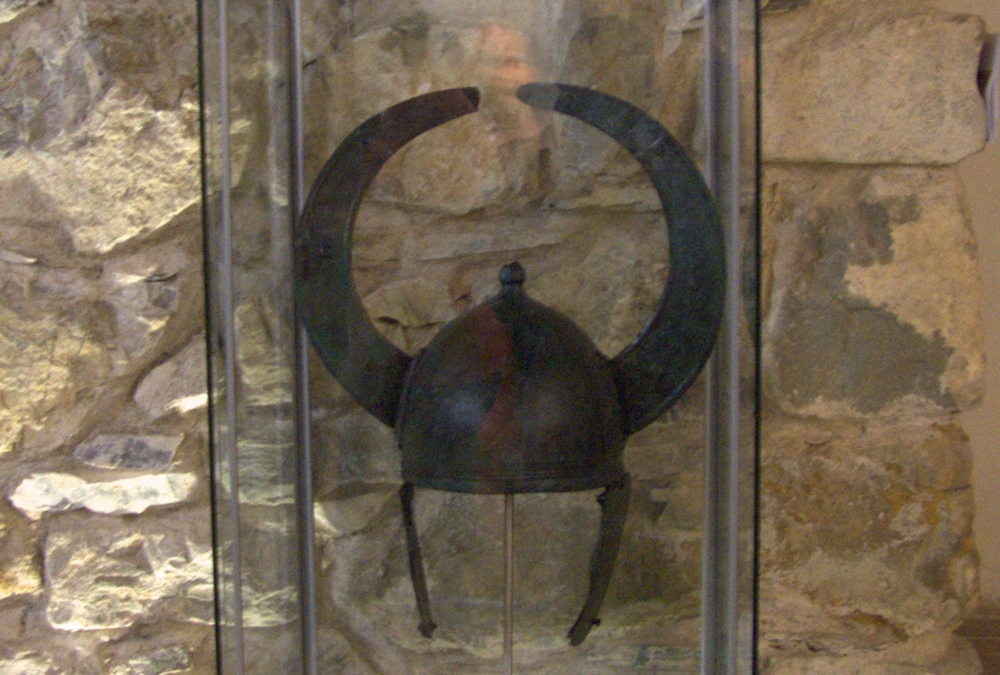
Riproduzione dell'elmo del Ligure Apuano ritrovato a Pulica.

Pulica è una frazione del Comune di Fosdinovo, nella Provincia di Massa e Carrara.

## Geografia fisica

### Territorio
Si trova a nord-est del capoluogo di Comune, alle spalle del monte di Fosdinovo, presso l'antica strada che da Fosdinovo portava a Fivizzano passando da Pulica, Posterla e Ceserano. Si trova a 441 metri sul livello del mare.

## Toponimo
Il suo nome probabilmente deriva dal latino "publica", riferendosi molto probabilmente alla Via Pubblica romana che congiungeva Luni alle vallate interne (passando, per l'appunto, da Pulica, e proseguendo in direzione di Marciaso e Monzone), fino ad arrivare a Lucca. C'è anche chi però ipotizza l'aggettivo publica stante a indicare la terra (ad esempio, il professor Jori). Pulica è citata per la prima volta nel Codice Pelavicino nel 1184.

## Storia
Durante uno scavo compiuto nel 2000 nei pressi del paese è stata trovata una tomba a capanna di un Guerriero Ligure Apuano, databile al III secolo a.C. All'interno della tomba sono state trovate le ceneri custodite all'interno di un'olla coperta da una ciotola assieme ad altri vasi e armi. Straordinario interesse è stato il ritrovamento di un elmo bronzeo, inoltre la pregevole fattura e la presenza di corna sull'elmo fanno presumere che si trattasse di un personaggio importante.
Sempre risalente al III secolo a.C. (tarda età del Ferro) è la necropoli ligure di Monte Grosso (o Neverbona) presso Pulica.
È citata con certezza in una pergamena dell'Archivio arcivescovile di Lucca dell'anno 879 assieme a "Colugnola" (oggi Colognola, località poco distante), con il quale Gherardo I, Vescovo di Lucca, e Gualtiero I, Vescovo di Luni, permutarono alcuni terreni di loro proprietà, tra cui in Lunigiana (in particolare, a Pulica presso Colognola, a Gualdo vicino al terrente del Pesciola, a Lognatica e a Ciceriano), con l'approvazione del Duca Adalberto. Probabilmente le sue origini sono più antiche, tanto da potersi identificare con la "Pullion" dell'Anonimo Ravennate (anno 700).
Nel 1186 vi fu una disputa tra i Signori di Fosdinovo e gli uomini della Villa di Pulica perché i primi pretendevano che i secondi costruissero gratuitamente delle case a Fosdinovo: alla fine gli uomini di Pulica dovettero piegarsi a tale ricatto. Nel 1343 Pulica fu saccheggiata e in parte distrutta da Raimondo di Monteverde, mercenario di Pisa, dopodiché fu quasi totalmente distrutta da Rainaldo di Fermo, ma già nel 1398 il borgo era stato ricostruito. Pulica entrò dapprima nel Marchesato di Olivola, poi in quello di Castel dell'Aquila (Gragnola), quando il ramo dei Malaspina di Olivola si estinse (1412), ed infine nel Marchesato di Fosdinovo, quando per pochi anni il Marchesato di Gragnola si ricongiunse a quello di Fosdinovo (1467). 
Da quel momento in poi il destino di Pulica si legò a quello del Marchesato di Fosdinovo, fino al suo tramonto avvenuto nel 1797.
Verso il 1600, l'antico castello, costruito dal Vescovo di Luni Gualtiero II nel 1211, venne trasformato in chiesa, dedicata a San Giovanni Battista.
Con l'ascesa di Napoleone in Italia e la nascita della Repubblica Cisalpina, venne creata la Municipalità di Fosdinovo, a cui facevano capo ben ventuno comunità caratterizzate da un territorio prevalentemente montuoso. In riferimento alla composizione dei consiglieri suddivisi per comunità, Pulica poteva fregiarsi di 3 consiglieri sul totale di 132 complessivi.
Con l'art. 3 della costituzione approvata il 26 gennaio 1802 nei comizi nazionali di Lione, che diedero vita alla Repubblica Italiana, furono installate dal viceprefetto della Alpi Apuane nel marzo del 1803 nuove municipalità. In particolare, Pulica rimase unita a Fosdinovo, entrando nella Comune di seconda classe di Fosdinovo comprensiva anche di Carignano, Cortila, Giucano, Gragnola, Pian di Molino, Pieve di Viano, Ponzanello, Marciaso, Posterla e Tendola.
Un'ulteriore riorganizzazione amministrativa attuata nel 1804 determinò che in Lunigiana le Comuni fossero solo di terza classe, ossia con meno di 3.000 abitanti. Dallo smembramento della Municipalità di Fosdinovo si originò nel tempo anche la Comune di Posterla, Pulica e Marciaso, che esistette fino al 1811, anno in cui si costituì l'Impero francese.
Nel 1833 il centro di Pulica contava 253 abitanti.

## Monumenti e luoghi d'interesse

### Architettura religiosa
- Chiesa di San Giovanni Battista, citata nelle Decime di Papa Bonifacio VIII del 1296-1298, e ricostruita sopra quella vecchia occupando parte della struttura castrense (l'antico castello era stato costruito per volontà del Vescovo di Luni Gualtiero II nel 1211) circa nel 1600 (sotto il Marchesato di Andrea Malaspina).
- Oratorio di Santa Maria, fondato nel 1726 (sotto il Marchese Gabriele III Malaspina) e poi ristrutturato nel 1770 (sotto il Marchese Carlo Emanuele Malaspina), con un bel campanile a vela
- Cappella dedicata a San Rocco (a cui è pure dedicata la via principale del paese).
- Gran numero di immagini votive conosciute come Maestà, sia sulla strada che giunge al borgo, sia all'interno di esso. Proprio a Pulica è presente la più antica maestà conservata del comune di Fosdinovo, che raffigura una Madonna con Bambino tra i Santi Rocco e Sebastiano

### Altro
- Nella Piazza principale del paese è presente una fontana, ancora oggi funzionante, datata 1633 (durante il Marchesato di Giacomo (Jacopo) II Malaspina). La sua particolarità è la presenza a suo interno del Quadrato del Sator.

## Società

### Religione
Pulica è stata una delle 14 Rettorie del Vicariato Foraneo di Fosdinovo della Diocesi di Luni fin dal XVI secolo.
Oggi Pulica è sede della Parrocchia di San Giovanni Battista della Diocesi di Massa Carrara-Pontremoli. Da maggio 2014, fa parte dell'Unità Pastorale di Fosdinovo, guidata dal prevosto Don Michele Bigi, all'interno, dal marzo 2017, del Vicariato di Carrara (prima si trovava in quello di Aulla). I parrocchiani sono 92. La festa del patrono si festeggia con la solennità del 24 giugno.

### Tradizioni e folclore
Alcune delle tradizioni di Pulica vennero descritte nel 1388 da Giovanni Manzini della Motta di Fivizzano, nato in località La Motta verso la metà del XIV secolo. Alla vigilia di Natale veniva posto alla destra della porta un tronco d'olivo e virgulti. Il padre di famiglia prendeva il legno con l'aiuto della famiglia e lo portava in casa. La famiglia brindava e si augurava i migliori propositi, poi usciva e festeggiava in casa di altri vicini con un pane di grandi dimensioni. Il primo boccone si gettava nel fuoco del tronco che nel frattempo si era acceso.

## Galleria d'immagini

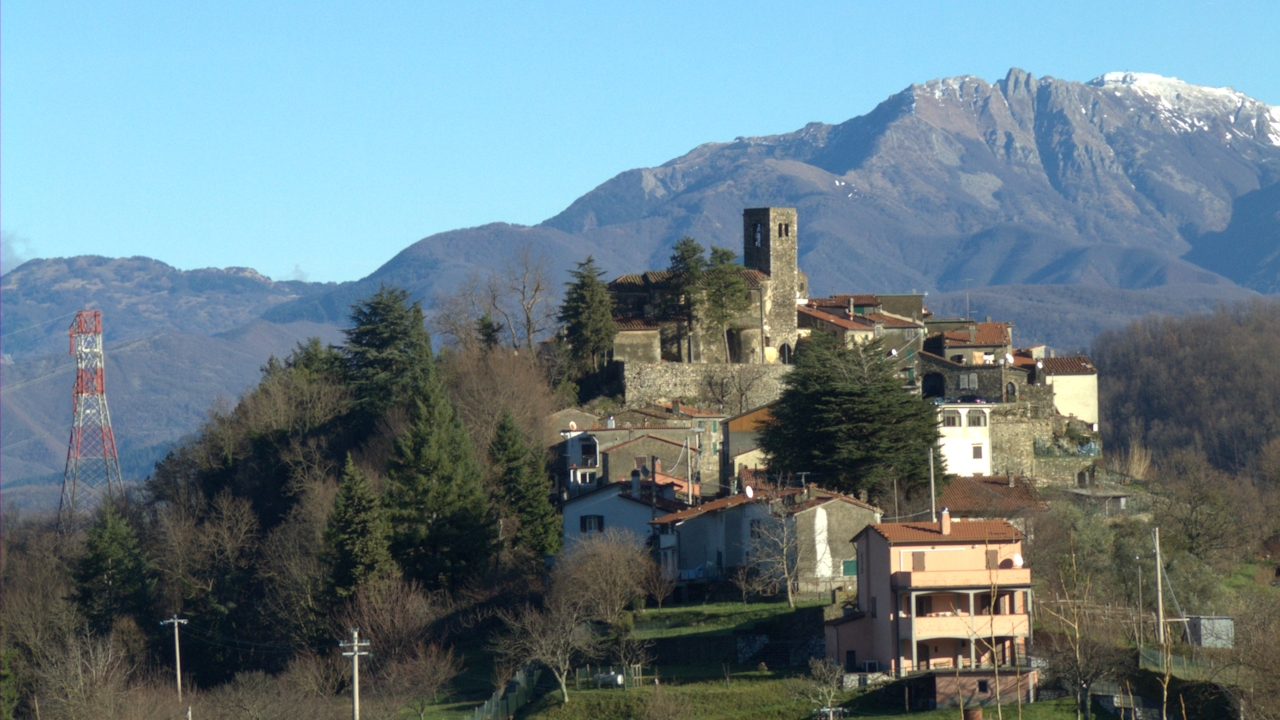
Il Borgo di Pulica.
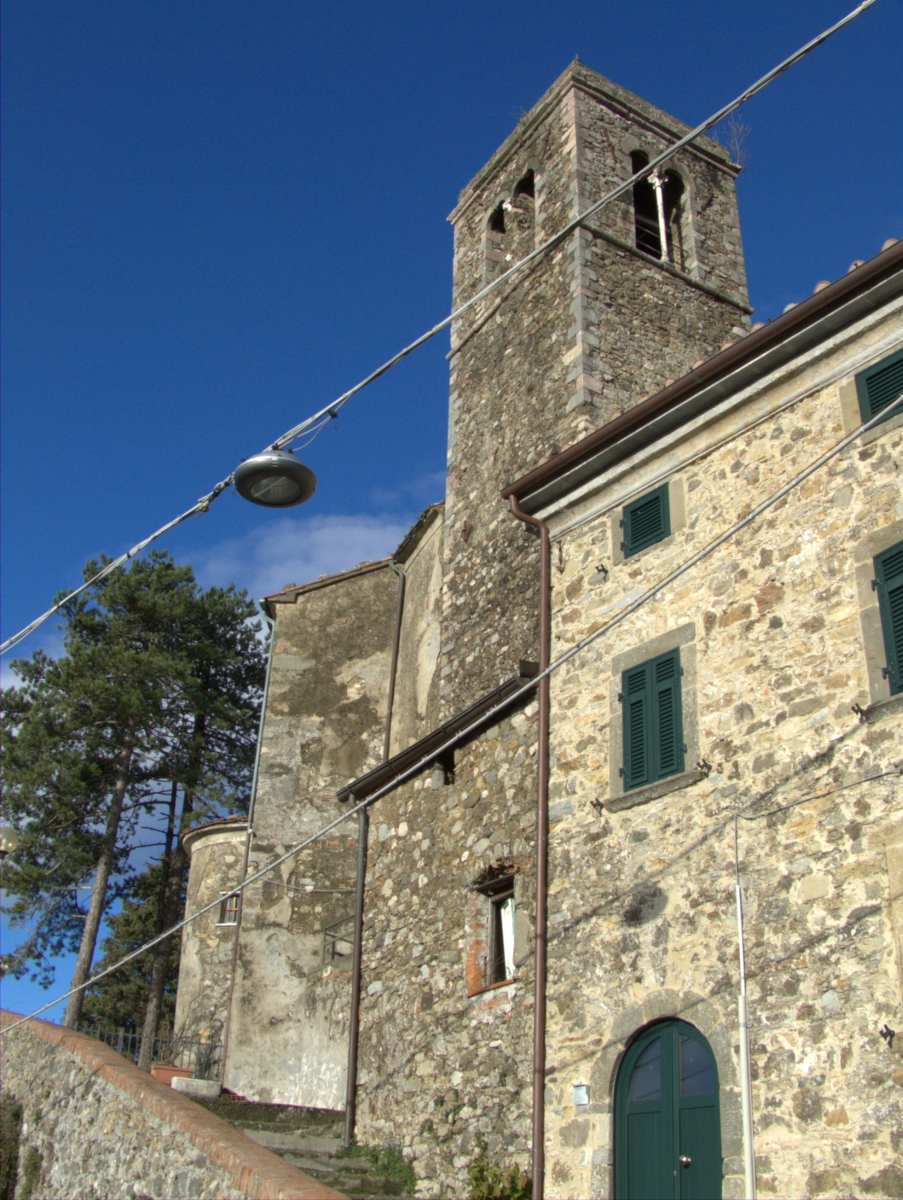
Chiesa di San Giovanni in Pulica.
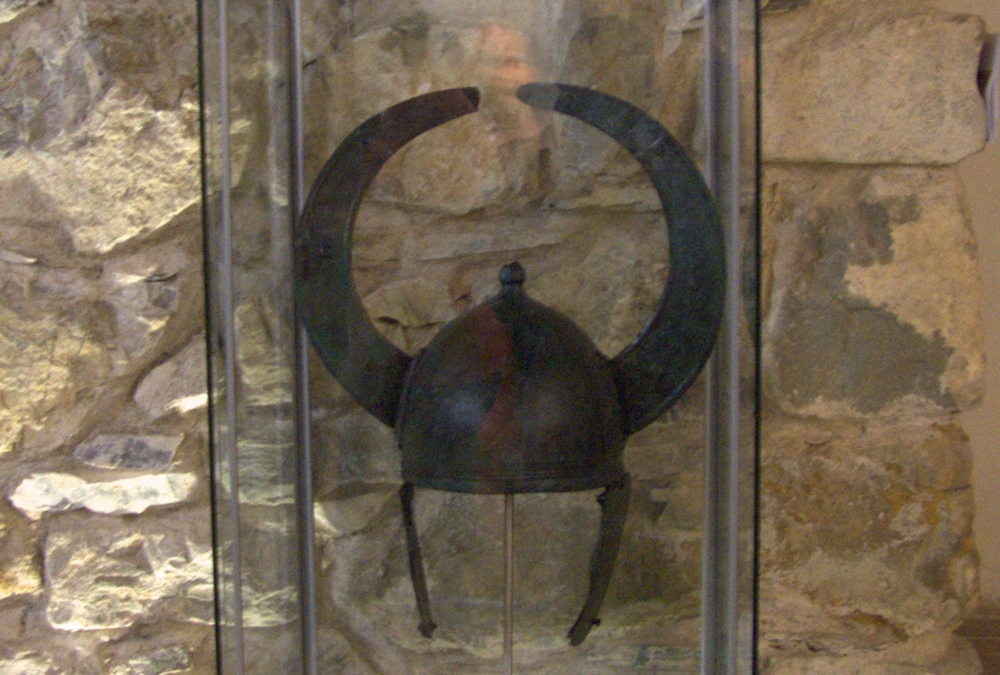
Riproduzione dell'Elmo appartenuto al guerriero Ligure Apuano ritrovato a Pulica
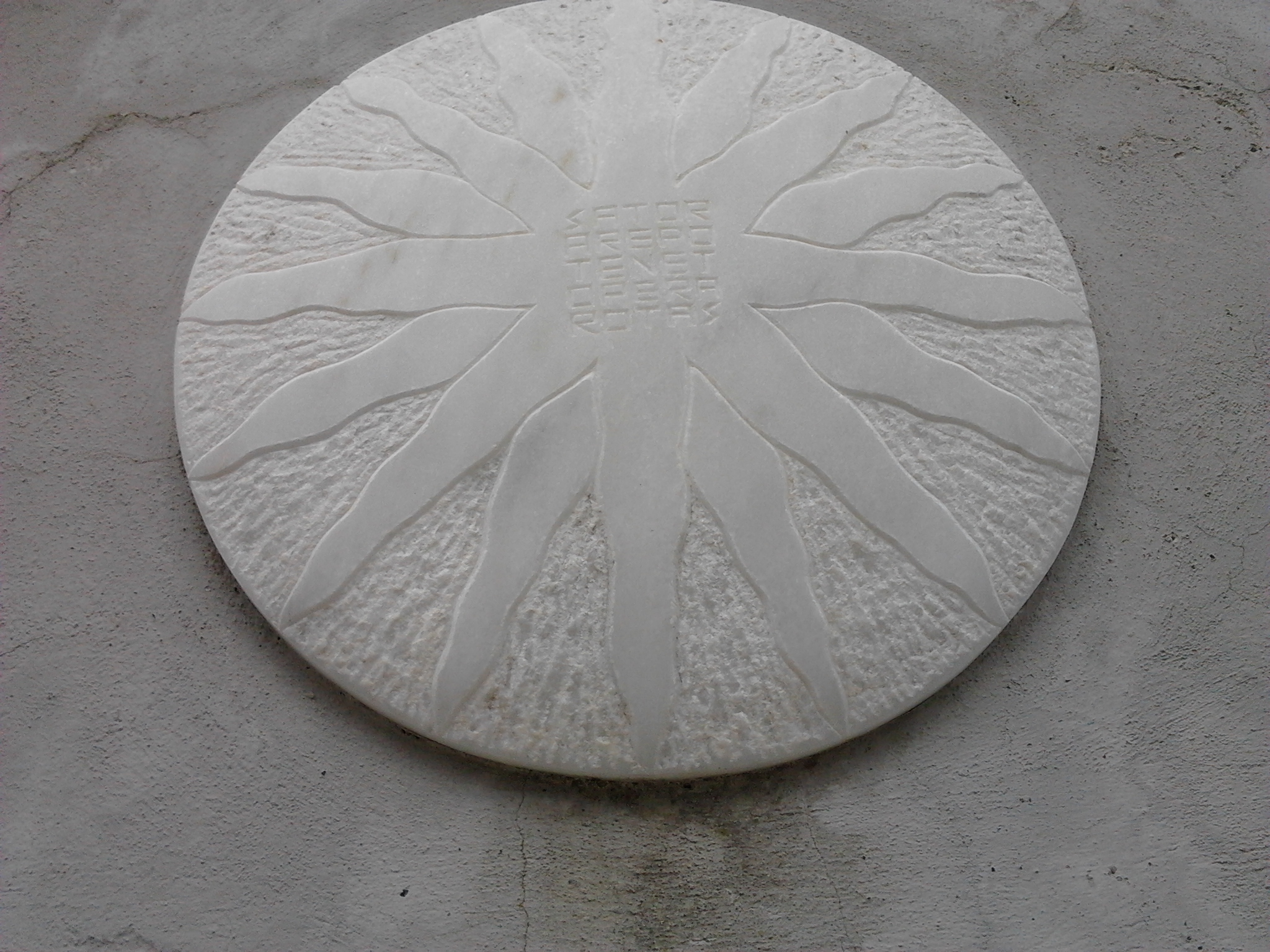
Dettaglio del Quadrato del Sator sulla fontana